# Австрийский пинчер
Австрийский пинчер (нем. Österreichischer Pinscher) — одна из пород пинчеров, была выведена в Австрии в качестве пастушьей породы собак, а также для охраны амбаров от крыс. Ранее была отдельная порода «австрийский короткошёрстный пинчер», но она была объединена с австрийским пинчером в одну.

## История породы
Австрийский пинчер был признан отдельной породой в 1928 году, при этом будучи выведен из пинчеров старого типа, обнаруженных рядом с австрийскими фермами. Эти животные являлись смесью немецко-австрийских пинчеров и местных собак.
В конце 19-го века, когда необходимость в собаках на фермах пропала, австрийские пинчеры стали вымирать. В начале XX века Эмиль Хаук (нем. Emil Hauck) начал искать местных собак, названных в 1843 году Х. фон Меером (H. von Meyer) «болотными». Он нашёл собак, похожих на «болотных», в австрийской деревне. В 1921 году он начал серьёзно заниматься разведением этих собак, чтобы возродить и определить тип породы, чтобы отделить его от других местных собак. Австрийский клуб собаководства впервые признал породу как «Österreichischer Kurzhaarpinscher» (рус. Австрийский короткошёрстный пинчер) в 1928 году. Название было дано породе в целях определения места её происхождения и отличия породы от жёсткошёрстного пинчера. После второй мировой войны представители австрийских пинчеров почти исчезли. В 2000 году породу переименовали, теперь она называется австрийский пинчер.

## Внешний вид
Австрийский пинчер - коренастая и приземистая собака среднего размера.
У собаки грушевидная голова с широким и округлым черепом и сильной мордой. Нос чёрный. Челюсти и зубы сильные. Глаза большие и округлые с темной обводкой. Небольшие уши посажены высоко, свисают с перегибом.
Шея среднего размера, холка выраженная. Спина и поясница короткие и широкие. Круп длинный и широкий. Грудь бочкообразная, с сильными мышцами. Хвост посажен высоко, средней длины.
Конечности крепкие, прямые и с хорошими углами. Лапы крепкие, собраны в комок. Движения австрийского пинчера плавные и гармоничные.
Плотно прилегающая двойная шерсть, состоит из густого и гладкого покровного волоса и густого и короткого подшёрстка. Для австрийского пинчера характерны следующие окрасы: красновато-коричневый, коричнево-жёлтый, палево-красный, чёрный с рыжевато-коричневыми отметинами. Могут быть белые пятна.
Высота в холке кобелей: 44-50 см; высота сук: 42-48 см. Вес 15-23 кг.

## Темперамент
Собаки этой породы характеризуются как хорошие компаньоны, любящие природу. Стандарт породы (FCI № 64) описывает, то что собаки этой породы очень игривы, дружелюбны к знакомым людям, к посторонним относятся с подозрением.

## Здоровье
О здоровье этой породы известно мало, болеют собаки этой породы нечасто.